# Zapadni santo jezici
Zapadni santo jezici, podskupina sjeveroistočnovanuatskih-banks jezika koji se govore na otoku Santo u Vanuatuu. 
Obuhvaća 24 jezika: akei [tsr]; amblong [alm]; aore [aor]; araki [akr]; fortsenal [frt]; mafea [mkv]; malo [mla]; merei [lmb]; morouas [mrp]; narango [nrg]; navut [nsw]; nokuku [nkk]; piamatsina [ptr]; roria [rga]; tambotalo [tls]; tangoa [tgp]; tasmate [tmt]; tiale [mnl]; tolomako [tlm]; tutuba [tmi]; valpei [vlp]; vunapu [vnp]; wailapa [wlr] i wusi [wsi].

## Vanjske poveznice
- Ethnologue (14th)
- Ethnologue (15th)